# یسدال
یَسْدالْ،(به نروژی و انگلیسی:Gjesdal) یک شهرداری در استان روگالاند، در جنوب شرقی  ساندِنْس، است. یَسْدالْ، در گذرگاه بین  یَرِن علیا، ریفیلکه و دالانه واقع شده و در شرق با استان  آگْدِر، هم‌مرز است.
شهرداری یَسْدالْ، در سال ۱۸۳۷ بعد از تصویب قانون خودگردانی شهرداری‌ها در نروژ تأسیس شد. در سال ۱۹۶۵ بعد از الحاق نواحی اطراف، از جمله بخش جنوبی فورساند و چند بخش کوچک دیگر از شهرداری‌های مجاور، مرزهای فعلی خود را به دست آورد. همزمان با گسترش محدودهٔ شهرداری، نام شهرداری نیز از یَستال به یَسْدالْ، تغییر داده شد.
مساحت کل محدودهٔ تحت نظارت شهرداری یَسْدالْ، ۵۵۸ کیلومتر مربع است. جمعیت شهر، طبق آمار سال ۲۰۱۹ میلادی، ۱۱۸۸۹ نفر بوده‌است. مرکز اداری شهرداری یَسْدالْ، در شهرک اُلْگُرد واقع شده‌است.

موقعیت یسدال در محدوده استان روگالاند